# Live and Let Die
Live and Let Die – ballada rockowa nagrana w 1972 roku przez angielską grupę Paul McCartney & Wings na potrzeby filmu Żyj i pozwól umrzeć (pierwszy Bond z Rogerem Moore’em). Piosenka była jednym z najlepiej sprzedających się singli brytyjskiej formacji. Utwór nagrywany był przez innych wykonawców wielokrotnie, jednak największą popularność zdobył on w wersji amerykańskiego zespołu Guns N’ Roses. Zarówno wersja McCartneya i Wings (1974), jak i Guns N’ Roses (1993) zostały nominowane do nagrody Grammy.

## Listy przebojów
| Kraj              | Lista (1973)         | Pozycja |
| ----------------- | -------------------- | ------- |
| Australia         | ARIA Charts          | 3       |
| Niemcy            | Media Control Charts | 31      |
| Holandia          | Single Top 100       | 29      |
| Norwegia          | VG-Lista             | 2       |
| Wielka Brytania   | UK Singles Chart     | 9       |
| Stany Zjednoczone | Billboard Hot 100    | 2       |